# Crac de los Caballeros

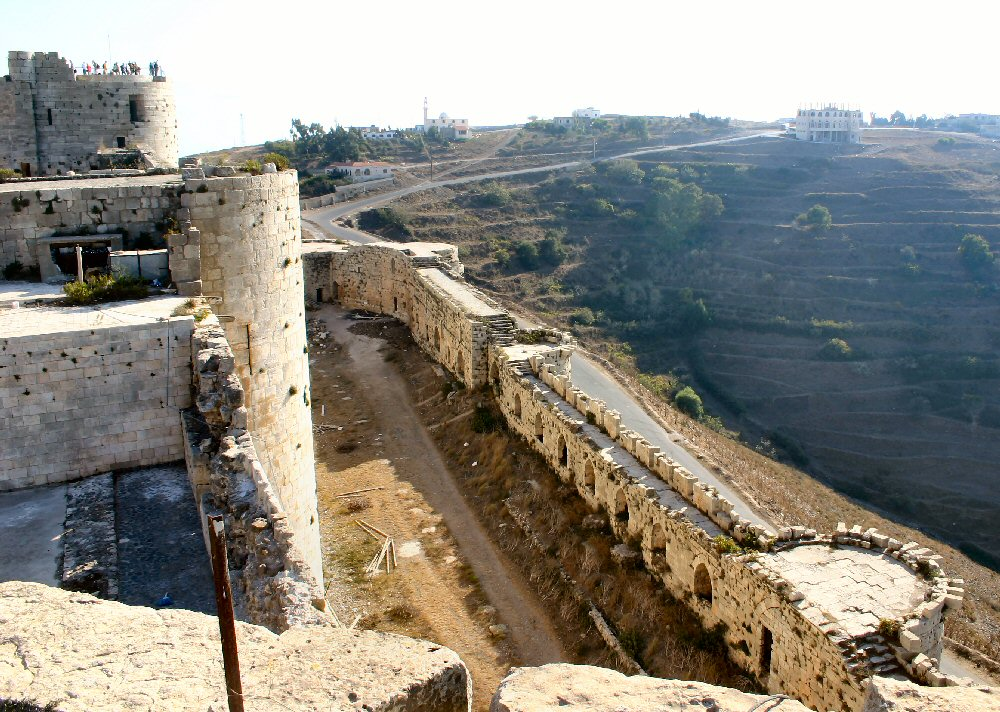
Espacio entre los muros interno y externo y vista del otro lado del acantilado.

El Crac de los Caballeros (pronunciación en francés: /kʁak de ʃəvaˈlje/; en árabe: حصن الفرسان‎), también Crac des Chevaliers, Ḥoṣn al-Akrād (حصن الأكراد‎, literalmente «Castillo de los kurdos») y anteriormente Crac de l'Ospital, es un gran castillo montano medieval situado en la actual Siria, que fue la sede central de la Orden del Hospital de San Juan de Jerusalén en territorio sirio durante la época de las cruzadas. Se trata de uno de los castillos medievales mejor conservados del mundo. El lugar fue habitado primero en el siglo xi por un asentamiento de tropas kurdas acantonadas allí por los mirdásidas. Como resultado, fue conocido como Hisn al-Akrad, que significa el «Castillo de los kurdos». En 1142 fue entregado por Raimundo II, conde de Trípoli, a los Caballeros hospitalarios. Siguió siendo suyo hasta que cayó en 1271. Fue conocido como Crac de l'Ospital; el nombre Krak des Chevaliers fue acuñado en el siglo xix. Según el arquitecto restaurador, Leopoldo Torres Balbás, con su doble recinto amurallado constituye el prototipo de la arquitectura militar de los siglos xii y xiii, siendo su único paralelo la Alcazaba de Málaga que pertenece al periodo taifal español, en el siglo xi.
Los hospitalarios comenzaron a reconstruir el castillo en la década de los años 1140 y estuvo acabado para el 1170 cuando un terremoto dañó el castillo. La orden controló una serie de castillos a lo largo de la frontera del condado de Trípoli, un estado fundado después de la Primera cruzada. El Crac de los Caballeros estuvo entre los más importantes, y actuó como centro de administración así como base militar. Después de que se emprendiera la segunda fase de construcción en el siglo xiii, el Crac de los Caballeros había pasado a ser un castillo concéntrico. Esta fase creó el muro exterior y le dio al castillo su apariencia actual. La primera mitad del siglo ha sido descrita como la «edad de oro» del Crac de los Caballeros. En su momento álgido, albergó una guarnición de alrededor de dos mil caballeros. Una guarnición tan grande permitió a los hospitalarios obtener tributos de una zona amplia. Desde los años 1250 la suerte de los hospitalarios empeoró y en 1271 el sultán mameluco Baibars capturó el Crac de los Caballeros después de un asedio que duró 36 días, supuestamente gracias a una carta falsificada del Gran Maestre de los Hospitalarios que hizo que los caballeros se rindieran.
El interés renovado en castillos cruzados en el siglo xix llevó a la investigación del Crac de los Caballeros, y se trazaron planes arquitectónicos. A finales del siglo xix o principios del xx, se había creado un asentamiento dentro del castillo, causando daños a su fábrica. Los 500 habitantes fueron trasladados en 1933 y se entregó el castillo al estado francés, que llevó a cabo un programa de limpieza y restauración. Cuando Siria declaró su independencia en 1946, asumió el control del lugar. 
Actualmente, existe un pueblo llamado al-Husn alrededor del castillo y tiene una población de cerca de 9000 personas. El Crac de los Caballeros se encuentra aproximadamente a 40 km al oeste de la ciudad de Homs, cerca de la frontera del Líbano, y es administrativamente parte de la Gobernación de Homs. 
Fue incluido por la Unesco en el Patrimonio de la Humanidad, en 2006 junto con el Castillo de Saladino. Fue parcialmente dañado en la guerra civil siria por bombardeos. El 20 de junio de 2013, la Unesco incluyó a todos los sitios sirios en la lista del Patrimonio de la Humanidad en peligro para alertar sobre los riesgos a los que estaba expuesto por la guerra. Las fuerzas del gobierno sirio volvieron a tomarlo en 2014. Desde entonces, se han emprendido obras de reconstrucción y conservación. Tanto la UNESCO como el gobierno sirio han emitido informes anuales sobre el estado del lugar.

## Etimología
La palabra en árabe moderno para un castillo es Kalaa (en árabe: قلعة‎), pero el Crac de los Caballeros es conocido como un «Hosn» (en árabe: حصن‎), o «fuerte». Esto deriva del nombre de una fortificación anterior en el mismo lugar llamada Ḥoṣn al-Akrād (en árabe: حصن الأكراد‎), que significaba «fuerte de los kurdos». Fue llamado por los francos en francés: Le Crat y luego por una confusión con karak (fortaleza), en francés: Le Crac. Crat fue probablemente la versión franca de Akrād, la palabra para los kurdos. Después de que los hospitalarios se hicieran con el control del castillo, pasó a ser conocido como en francés: Crac de l'Ospital; el nombre en francés: Crac des Chevaliers (que, alternativamente, se escribe en francés: Krak des Chevaliers) fue introducido por Guillaume Rey en el siglo xix.

## Ubicación
El castillo se encuentra en lo alto de una colina de 650 m s. n. m. al este de Tartús, Siria, en el Hoyo de Homs. Al otro lado del hoyo, a 27 km, estaba el castillo de Gibelacar (Hisn Ibn Akkar) del siglo xii. La ruta a través del estratégicamente importante Hoyo de Homs conecta las ciudades de Trípoli y Homs. Al norte del castillo queda el Jebel Ansariyah, y al sur el Líbano. La región que lo rodea es fértil, beneficiándose de corrientes y abundantes lluvias. En comparación con el reino de Jerusalén, los otros estados cruzados tenían menos tierra apropiada para la agricultura; sin embargo, los picos calizos de Trípoli eran adecuados para lugares defensivos.
Propiedad del condado de Trípoli, entregada a los caballeros en los años 1140, incluyendo el Crac de los Caballeros, las ciudades de Rafanea y Montferrand, y la llanura de la Bekaa que separa Homs y Trípoli. Homs nunca estuvo bajo control cruzado, de manera que la región alrededor del Crac de los Caballeros fue vulnerable a expediciones de la ciudad. Mientras su proximidad causó problemas a los caballeros en relación con la defensa de su territorio, también significó que Homs estaba suficientemente cerca para que ellos la saquearan. Debido a que el castillo dominaba la llanura, se convirtió en la base más importante de los caballeros en la zona.

## Historia

### Construcción
Según el historiador árabe del siglo xiii Ibn Shaddad, en 1031, el emir mirdásida de Alepo y Homs, Shibl ad-Dawla Nasr, estableció un asentamiento de hombres tribales kurdos en el lugar del castillo, que entonces era conocido como «Ḥiṣn al-Safḥ». Nasr restauró Hisn al-Safh para ayudar a restablecer el acceso de los mirdásidas a la costa de Trípoli después de que perdieran la cercana Hisn Ibn Akkar en favor de los fatimíes en 1029. Debido a que Nasr albergaba una guarnición kurda en el lugar, el castillo se conoció como «Ḥiṣn al-Akrād» (Castillo de los kurdos). El castillo estaba ubicado estratégicamente sobre un espolón del desierto sirio, en el extremo meridional de la cadena montañosa Jibal al-Alawiyin y dominó la carretera entre Homs y Trípoli. Cuando se trataba de construir castillos, los ingenieros a menudo elegían lugares elevados, tales como colinas y montañas, que proporcionaban obstáculos naturales.
Desde este castillo se protegía la ruta que unía la ciudad siria de Homs (bajo dominio musulmán) con Trípoli (Líbano), capital del condado del mismo nombre, en la costa del Mediterráneo. Además del control de la ruta hacia el Mediterráneo, los caballeros hospitalarios ejercieron cierta influencia sobre el lago Homs al este, donde podrían haber controlado la industria pesquera y vigilado los ejércitos musulmanes reunidos en Siria.
Fue capturado por Raimundo IV de Tolosa en enero de 1099 durante la Primera Cruzada, en su viaje a Jerusalén pero fue abandonado cuando los cruzados siguieron su ruta hacia Jerusalén. Las fuerzas de Raimundo fueron atacadas por la guarnición de Hisn al-Akrad, el precursor del Crac, que asolaba a los forrajeros de Raimundo. Al día siguiente Raimundo marchó hacia Jerusalén. La ocupación permanente empezó en 1110 cuando Tancredo de Galilea asumió el control del sitio. El primitivo castillo era sustancialmente diferente de los restos existentes, y no quedan trazas de este primer castillo en el lugar.
Los orígenes de los caballeros hospitalarios no están claros, pero la orden probablemente surgió alrededor de la década de 1070 en Jerusalén. Comenzó como una orden religiosa que se preocupaba por los enfermos, y más tarde cuidó a los peregrinos en Tierra Santa. Después del éxito de la Primera Cruzada en capturar Jerusalén en 1099, muchos cruzados donaron su nueva propiedad en el Levante al Hospital de San Juan. Entre las primeras donaciones estaban en el recién formado Reino de Jerusalén, pero a lo largo del tiempo la orden extendió sus posesiones a los estados cruzados del Condado de Trípoli y el Principado de Antioquía. Hay evidencia que sugiere que en los años 1130 la orden se militarizó cuando Fulco, rey de Jerusalén, otorgó el castillo, recientemente construido, en Beth Gibelin a la orden en 1136. Una bula papal de entre 1139 y 1143 puede que indique que la orden contrataba a gente para defender a los peregrinos. Hubo otras órdenes militares, como los caballeros del Temple, que ofrecía protección a los peregrinos.

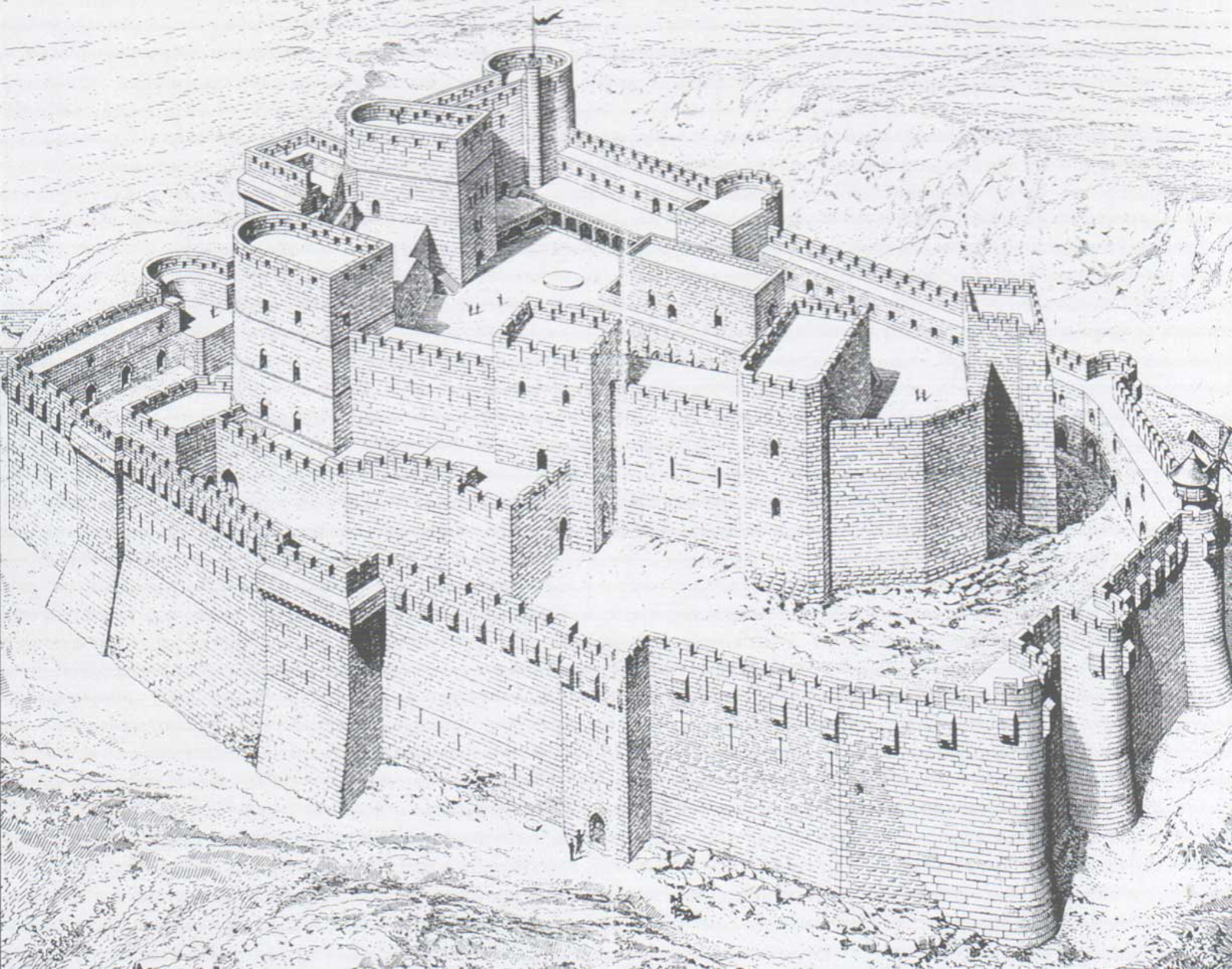
Artista representando el Crac de los Caballeros visto desde el noreste. Del libro de Guillaume Rey titulado Étude sur les monuments de l'architecture militaire des croisés en Syrie et dans l'île de Chypre (1871).

Entre 1142 y 1144, Raimundo II, conde de Trípoli, cedió a los caballeros hospitalarios propiedades en el condado. Según el historiador Jonathan Riley-Smith, los hospitalarios efectivamente establecieron un «palatinado» dentro de Trípoli. La propiedad incluyó castillos con los que se esperaba que los hospitalarios defendieran Trípoli. Junto con el Crac de los Caballeros, los hospitalarios recibieron otros cuatro castillos a lo largo de las fronteras del estado que permitieron a la orden dominar la zona. El acuerdo de la orden con Raimundo II afirmó que si no acompañaba a los caballeros de la orden en campaña, los despojos pertenecían por completo a la orden, y si estaba presente se dividía por partes iguales entre el conde y la orden. Raimundo II no podía hacer la paz con los musulmanes sin el permiso de los hospitalarios. Los hospitalarios hicieron del Crac de los Caballeros un centro administrativo para su nueva propiedad, emprendiendo obras en el castillo que lo convertirían en una de las más elaboradas fortificaciones cruzadas en el Levante.
Después de adquirir el sitio en 1142, comenzaron a construir un nuevo castillo para reemplazar la antigua fortificación kurda. Esta obra duró hasta 1170, cuando un terremoto dañó el castillo. Una fuente árabe menciona que el sismo destruyó la capilla del castillo, que fue reemplazada por la capilla actual. Los caballeros construyeron una imponente fortaleza, la mayor de Tierra Santa, que resistió al menos doce asaltos por parte de los musulmanes. 

### Asedios
En 1163, la fortaleza fue infructuosamente asediada por Nur al-Din en la batalla de al-Buqaia cerca del Crac de los Caballeros. Después de esta victoria, los hospitalarios se convirtieron en una fuerza virtualmente independiente en la frontera del condado de Trípoli. Las condiciones de sequía entre 1175 y 1180 impulsaron a los cruzados a firmar una tregua de dos años con los musulmanes, pero sin que Trípoli estuviera incluida en sus términos. Durante la década de 1180, ataques cristianos y musulmanes en el territorio del contrario se hicieron más frecuentes.
En 1180, Saladino se adentró en el condado de Trípoli, saqueando la zona. Renuentes a enfrentarse a él en una batalla a campo abierto, los cruzados se retiraron a la relativa seguridad de sus fortificaciones. Sin capturar los castillos, Saladino no podía asegurar el control de la zona, y una vez que él se retiró, los hospitalarios fueron capaces de revitalizar sus tierras dañadas. La batalla de Hattin en 1187 fue una derrota desastrosa para los cruzados: Guy de Lusignan, rey de Jerusalén, fue capturado, lo mismo que la Vera Cruz, una reliquia descubierta durante la Primera Cruzada. Después, Saladino ordenó la ejecución de los caballeros templarios y hospitalarios capturados, tal era la importancia de las dos órdenes a la hora de defender los estados cruzados. Después de la batalla, los castillos hospitalarios de Belmont, Belvoir y Bethgibelin cayeron en manos de ejércitos musulmanes. Después de estas pérdidas, la orden centró su atención en sus castillos en Trípoli.
Fue asediado, también infructuosamente por Saladino en mayo de 1188. Al ver el castillo, decidió que estaba demasiado bien defendido y en lugar de ello, marchó al castillo hospitalario de Margat, que tampoco pudo capturar.
En 1202 un terremoto afectó a parte de las fortificaciones, por lo que poco después se acometió una profunda reestructuración. La obra del siglo xiii fue el último período de edificación en el Crac de los Caballeros y le dio su actual apariencia. Un circuito cerrado de piedra fue construido entre 1142 y 1170; la estructura anterior se convirtió en el recinto interior del castillo. Si había un circuito amurallado alrededor del patio interior anterior a las actuales murallas exteriores, no se ha descubierto traza alguna de él.
La primera mitad del siglo xiii ha sido caracterizado como la «edad de oro» del Crac de los Caballeros. Mientras otras fortalezas cruzadas pasaron a estar amenazadas, el Crac de los Caballeros y su guarnición de unos dos mil soldados dominaba toda la región que la rodeaba. Era efectivamente el centro de un principado que permaneció en manos cruzadas hasta 1271 y fue la única región continental de tamaño respetable que permaneció constantemente bajo control cruzado durante este período. Los cruzados que pasaban por la zona a menudo se detenían en el castillo, y posiblemente le hicieron donaciones. 
Godofredo de Joinville, tío del famoso cronista de las cruzadas Jean de Joinville, murió en el Crac de los Caballeros en 1203 o 1204 y fue enterrado en la capilla del castillo.
Los principales relatos contemporáneos en relación con el Crac de los Caballeros son de origen musulmán y tienden a enfatizar el éxito musulmán al tiempo que ignoraban los contratiempos y las derrotas frente a los cruzados aunque sugieren que los caballeros hospitalarios obligaron a pagar tributo a la Orden a los asentamientos de Hama y Homs. La situación duró mientras los sucesores de Saladino se peleaban entre ellos. La proximidad del Crac de los Caballeros a territorios musulmanes le permitió asumir un rol ofensivo, actuando como una base desde la que atacar a las zonas vecinas. Para 1203 la guarnición estaba haciendo incursiones sobre Montferrand (que estaba bajo control musulmán) y Hama, y en 1207 y 1208 los soldados del castillo tomaron parte en un ataque sobre Homs. 
En 1217-1218, durante la Quinta Cruzada, el rey Andrés II de Hungría lo visitó y proclamó que el castillo era la «llave de las tierras cristianas». Quedó tan impresionado con el castillo que proporcionó un ingreso anual de 60 marcos al Maestre y 40 a los hermanos; fortaleció los muros exteriores y financió las tropas de vigilancia. 
El Crac de los Caballeros funcionó como una base para expediciones a Hama en 1230 y 1233 después de que el amir rechazara pagar tributo. La primera no tuvo éxito, pero la expedición de 1233 fue una auténtica exhibición de fuerza que demostró la importancia del Crac de los Caballeros.

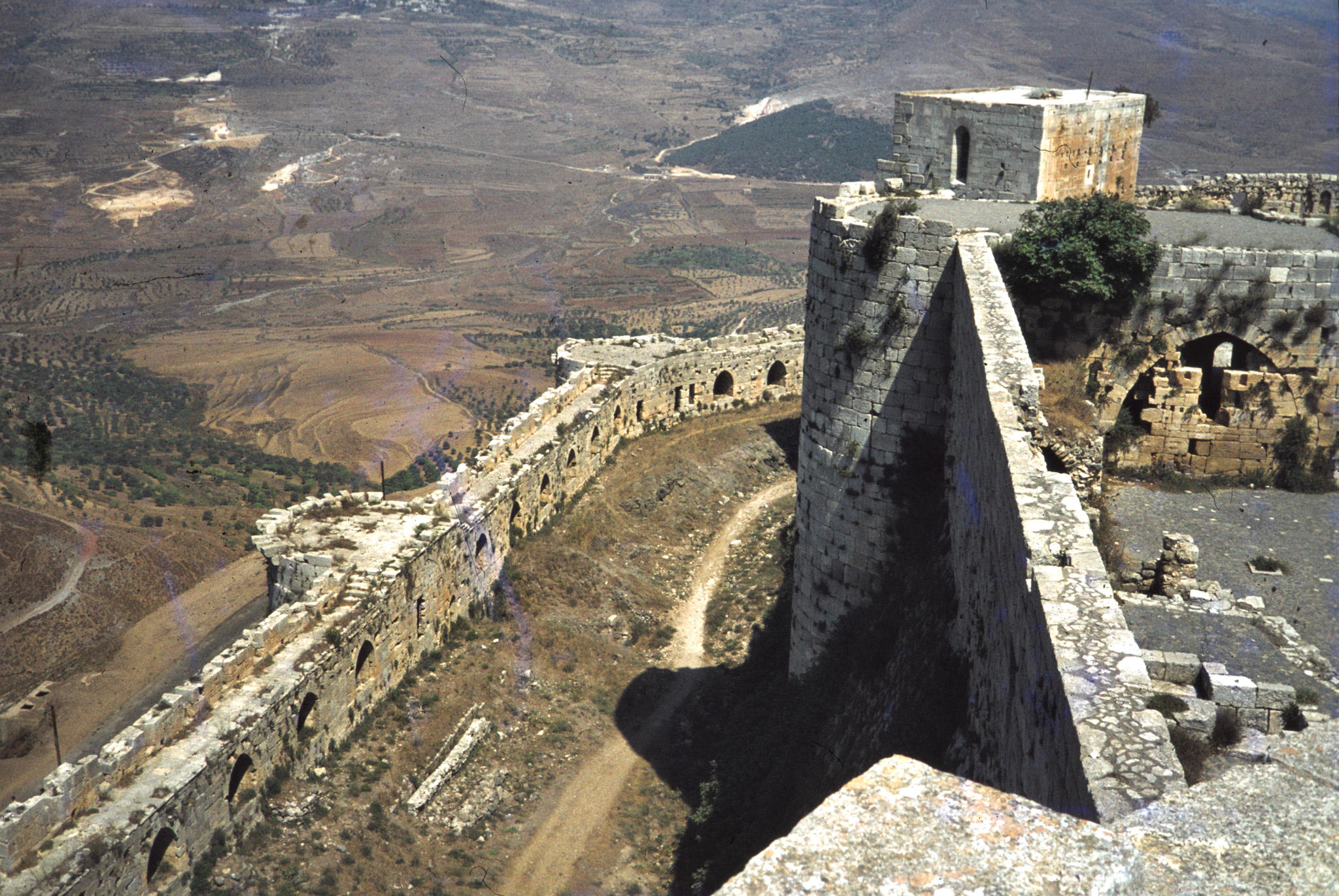
La zona entre los muros interiores y exteriores es estrecha y no se usó para residencia.

En la década de los años 1250, empeoraron las condiciones de los hospitalarios del Crac de los Caballeros. Un ejército musulmán de aproximadamente 10 000 hombres saquearon el campo alrededor del castillo en 1252 después de lo cual las finanzas de la orden descendieron bruscamente. En 1268 el Maestro Hugh Revel se quejó de que la zona, que antes era el hogar de 10 000 personas, ahora estaba desierta y que la propiedad de la Orden en el reino de Jerusalén producía escasos ingresos. También señaló que para entonces solo había 300 hermanos de la Orden en el este. Por el lado musulmán, en 1260 Baibars se convirtió en sultán de Egipto, después de derrocar al que entonces gobernaba, Qutuz, y procedió a unir Egipto y Siria. Como resultado de ello, asentamientos musulmanes que anteriormente habían pagado tributo a los hospitalarios en el Crac de los Caballeros ya no se sentían intimidados para hacerlo.
Baibars se adentró en la región alrededor del Crac de los Caballeros en 1270 y permitió a sus hombres que sus animales pastasen en los campos alrededor del castillo. Cuando supo de la Octava Cruzada, liderada por el rey Luis IX de Francia, Baibars se marchó a El Cairo para evitar la confrontación.
Después de que Luis muriera en 1272, y se diera por fracasada aquella cruzada, Baibars regresó para enfrentarse al Crac de los Caballeros. En aquel entonces la guarnición de hombres era escasa, y el envío de ayuda desde el oeste resultaba imposible. 
Antes de marchar sobre el castillo, el sultán capturó castillos menores en la zona, incluyendo Chastel Blanc. El 3 de marzo, el ejército de Baibars llegó a Crac de los Caballeros. Para cuando el sultán apareció en escena, el castillo puede que ya hubiera estado bloqueado por fuerzas mamelucas durante varios días. De los tres relatos árabes que relatan el asedio, solo uno es contemporáneo, el de Ibn Shaddad, aunque él no estuvo presente en el sitio. Los campesinos que vivían en la zona habían huido al castillo en busca de seguridad y fueron mantenidos en el recinto exterior. Tan pronto como Baibars llegó erigió manganas, poderosas armas de asalto que más tarde volvería sobre el castillo. En una probable referencia al suburbio amurallado en el exterior de la entrada al castillo, Ibn Shaddad documenta que dos días más tarde la primera línea de defensa cayó en favor de los asediadores.
La lluvia interrumpió el asedio, pero el 21 de marzo, inmediatamente al sur del Crac de los Caballeros, las fuerzas de Baibar capturaron una obra exterior triangular, posiblemente defendida por una empalizada de madera. El 29 de marzo las fuerzas de Baibars minaron la torre sudoeste del muro exterior hasta que se derrumbó. El ejército de Baibars atacó por esa brecha. En el recinto exterior se encontraron con los campesinos que se habían refugiado en el castillo. Aunque el recinto exterior había caído, con un puñado de defensores muertos en el proceso, los cruzados se retiraron al recinto interior, más formidable e imponente, que les cerraba el paso a los atacantes.
Baibars, no queriendo aceptar la derrota o la posibilidad de un largo cerco, recurrió a la astucia. Después de un respiro de diez días, según los historiadores árabes, se valió de una paloma para enviar una carta falsa al castillo. El mensaje decía venir del gran maestre de la orden hospitalaria y ordenaba la rendición de la tropa, pues no era posible enviarles hasta allí socorro alguno. La orden fue obedecida y Baibars pudo capturar la fortaleza. Además, concedió caballerosamente a la guarnición un salvoconducto para que se trasladara hasta Trípoli.
Baibars refortificó la fortaleza, centrando las reparaciones principalmente en el recinto externo. La capilla hospitalaria fue convertida en una mezquita y se añadieron en el interior dos mihrabs. Baibars usó el Crac como base en su campaña contra Trípoli.

### Historia posterior

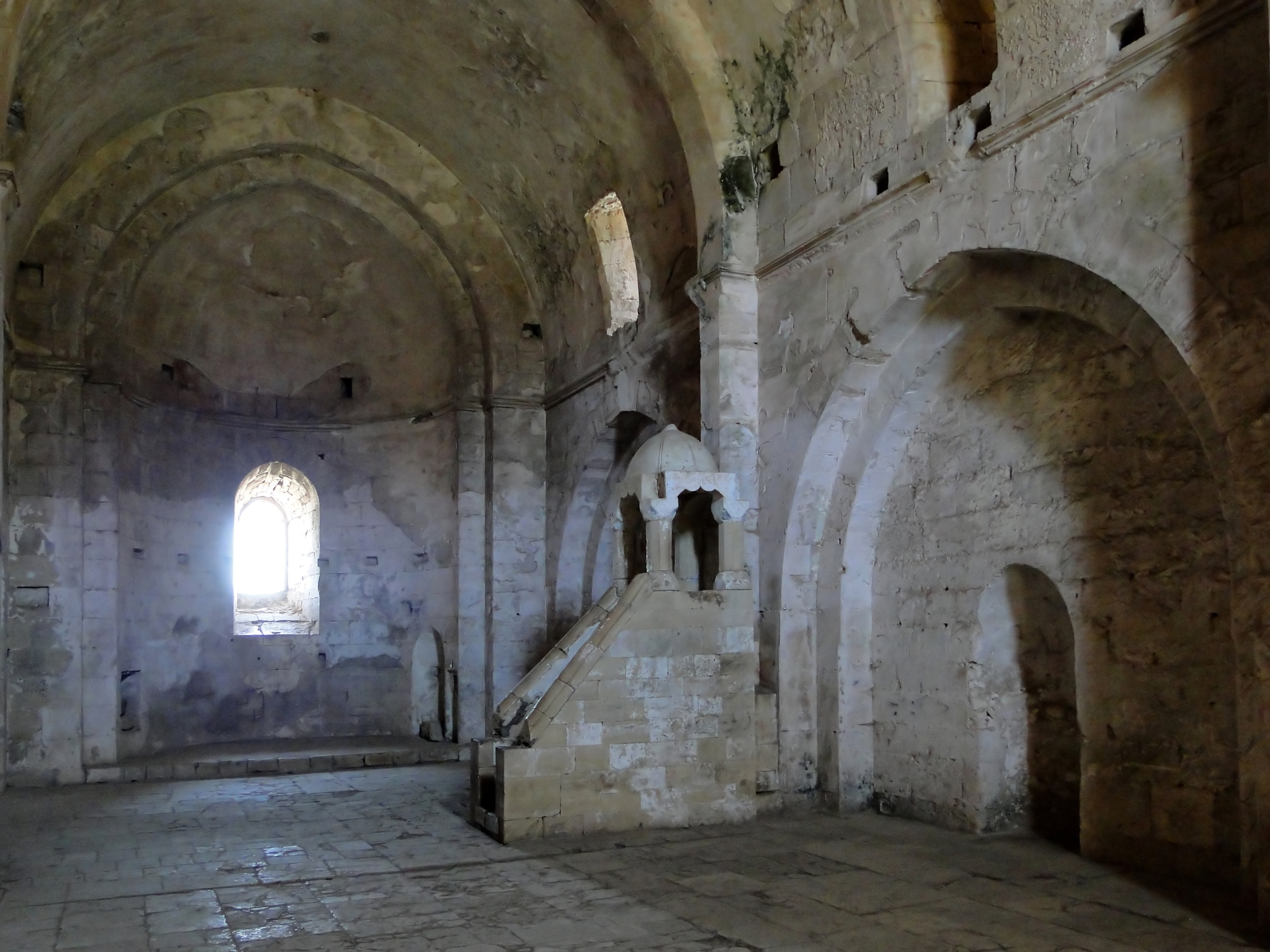
El extremo este de la capilla del castillo, con bóveda de cañón.

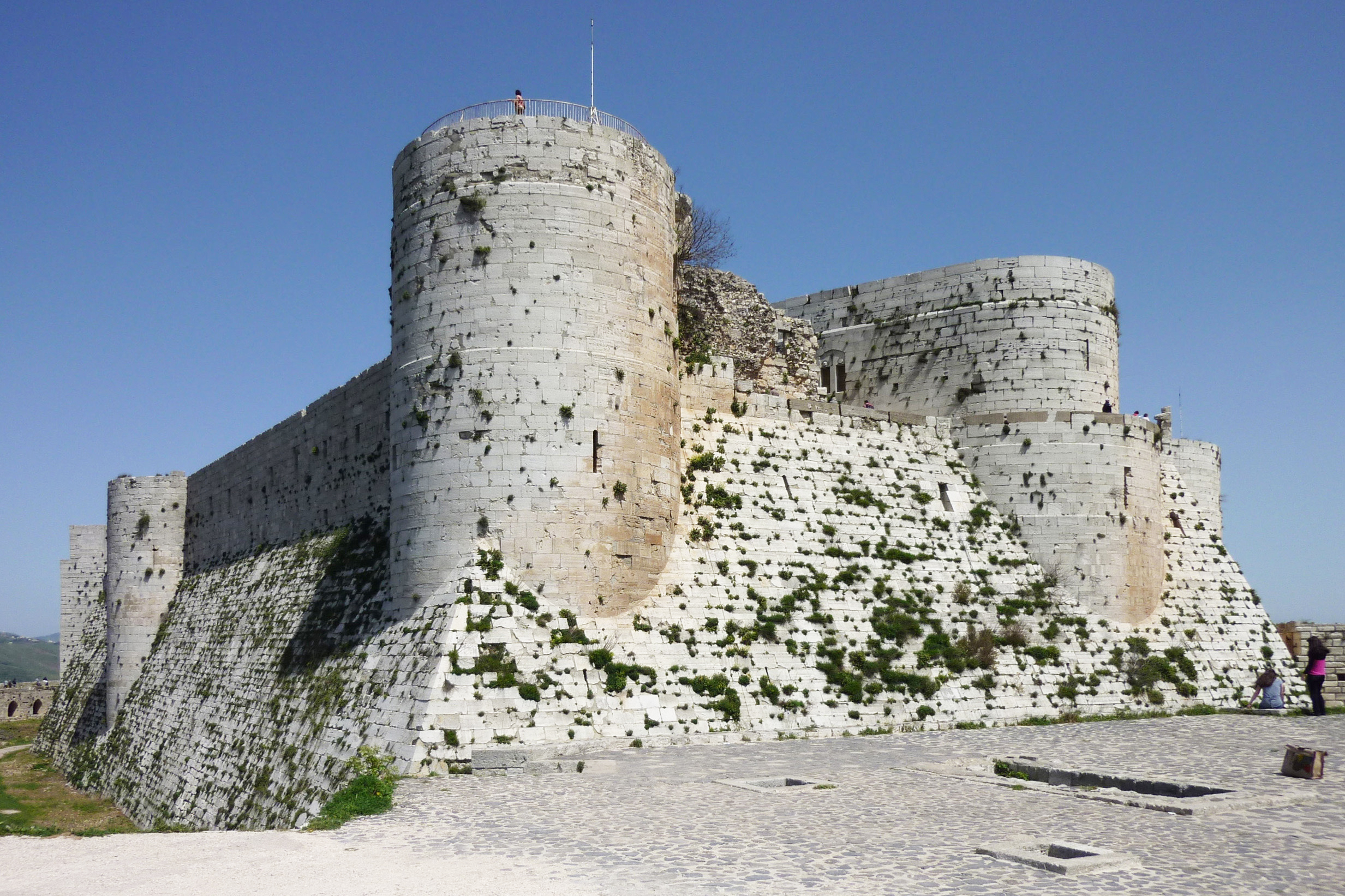
La fachada meridional con su inclinado glacis

Los mamelucos usaron el Crac de los Caballeros en su ataque a San Juan de Acre en 1291. Después de que los francos fuesen expulsados de Tierra Santa en 1291, declinó la familiaridad europea con los castillos de las cruzadas. No fue hasta el siglo xix cuando se renovó el interés por estos edificios, de manera que no hubo ningún plano detallado antes de 1837. Guillaume Rey fue el primer investigador europeo que estudió científicamente los castillos cruzados en Tierra Santa. En 1871 publicó la obra Etudes sur les monuments de l'architecture militaire des Croisés en Syrie et dans l'ile de Chypre; incluyó planos y dibujos de los principales castillos cruzados en Siria, incluyendo el Crac de los Caballeros. En algunos extremos, sus dibujos eran imprecisos, sin embargo para el Crac de los Caballeros reflejó rasgos que desde entonces se han perdido.
Paul Deschamps visitó el castillo en febrero de 1927. Desde que Rey lo había visitado en el siglo xix, se había instalado dentro del castillo un pueblo de 500 habitantes. Esta habitación renovada había dañado el lugar: las bóvedas subterráneas se usaron para acumular basura y en algunos lugares las almenas se habían destruido. Deschamps y su compañero el arquitecto François Anus intentaron limpiar parte de los residuos; el general Maurice Gamelin asignó 60 soldados alauitas para que ayudasen. Deschamps se marchó en marzo de 1927, y se reanudaron los trabajos cuando volvió dos años más tarde. La culminación de la obra de Deschamp en el castillo fue la publicación de Les Châteaux des Croisés en Terre Sainte I: le Crac des Chevaliers en 1934, con detallados planos elaborados por Anus. Esta investigación ha sido muy alabada, descrita como «brillante y exhaustiva» por el historiador militar D. J. Cathcart King en 1949 y «quizá el mejor informe de la arqueología y la historia de un único castillo medieval jamás escrito» por el historiador Hugh Kennedy en 1994.
Ya en 1929 se sugirió que el castillo debía ser controlado por los franceses. El 16 de noviembre de 1933 el Crac de los Caballeros fue entregado al control del estado francés, y lo cuidó la Académie des Beaux-Arts. Se trasladó a los lugareños y se les pagó un millón de francos como compensación. En los dos años siguientes se llevó a cabo un programa de limpieza y restauración por una fuerza de 120 trabajadores. Una vez que terminaron, el Crac de los Caballeros fue una de las principales atracciones turísticas en el Levante francés. Pierre Coupel, que había emprendido análogo trabajo en la Torre de los Leones y los dos castillos en Sidón, supervisó las obras. A pesar de la restauración, no se llevaron a cabo excavaciones arqueológicas. El Mandato francés de Siria, que se había establecido en 1920, terminó en 1946 con la declaración de independencia de Siria. El castillo fue convertido en lugar Patrimonio de la Humanidad por la UNESCO, junto con la Ciudadela de Saladino (Qal’at Salah El-Din), en 2006, y es propiedad del gobierno sirio.
Varios de los antiguos residentes del castillo construyeron sus casas en el exterior de la fortaleza y se ha desarrollado desde entonces un pueblo llamado al-Husn. Muchos de los aproximadamente 9000 residentes musulmanes de al-Husn se benefician económicamente del turismo que genera el sitio.

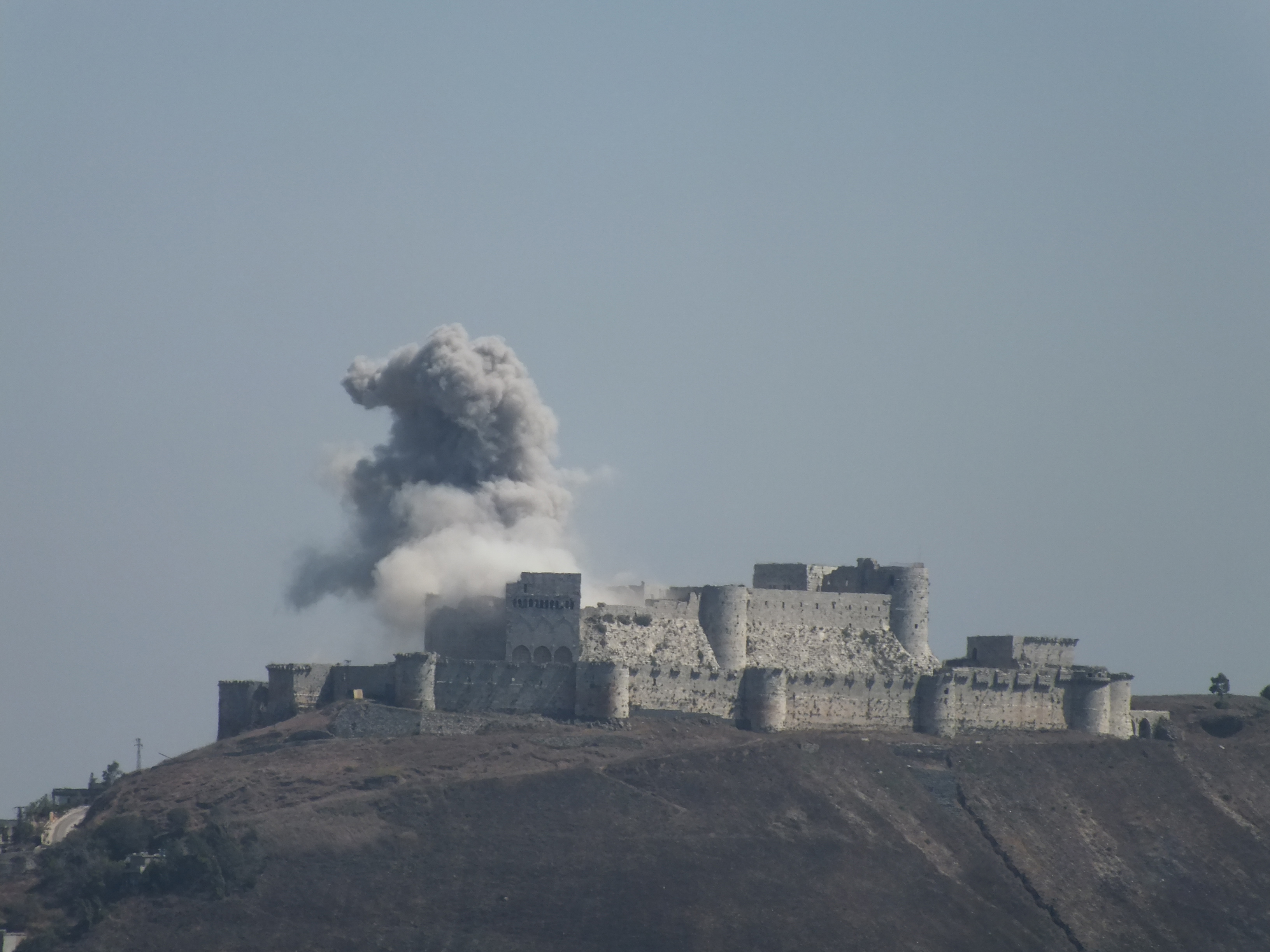
Columna de polvo saliendo del castillo durante los combates registrados en la fortaleza en 2013 en el marco de la guerra civil siria.

Hasta la segunda década del siglo xxi, el castillo subsistía notablemente bien conservado y era objeto de atracción turística, pero durante la guerra civil siria, que empezó en 2011, ha sido el centro de numerosos combates, sobre todo entre los años 2012 y 2013. La UNESCO expresó su preocupación porque la guerra pudiera llevar al daño de importantes lugares culturales como el Crac de los Caballeros. Sus murallas han sufrido daños de diferente consideración por ataques con morteros, cohetes y armas automáticas de diferente calibre. Fue objeto de bombardeos en agosto de 2012 por el ejército árabe de Siria, y la capilla cruzada ha sido dañada.
A lo largo de 2013, los rebeldes han usado el castillo como base militar para atacar, lo que ha hecho que el gobierno mantenga potentes bombardeos en el castillo. Estos ataques han devastado al lugar y lo han dejado en ruinas. Se documentó daño en julio de 2013 por un ataque aéreo durante el sitio de Homs, y una vez más el 18 de agosto de 2013 fue claramente dañado pero aun así se desconoce hasta dónde ha llegado la destrucción. El ejército sirio recuperó el castillo y el pueblo de al-Hosn a las fuerzas rebeldes el 20 de marzo de 2014. Desde entonces, tanto la UNESCO como el gobierno sirio han elaborado informes periódicos sobre el estado del sitio, y requirieron medidas de reconstrucción y conservación.

## Arte

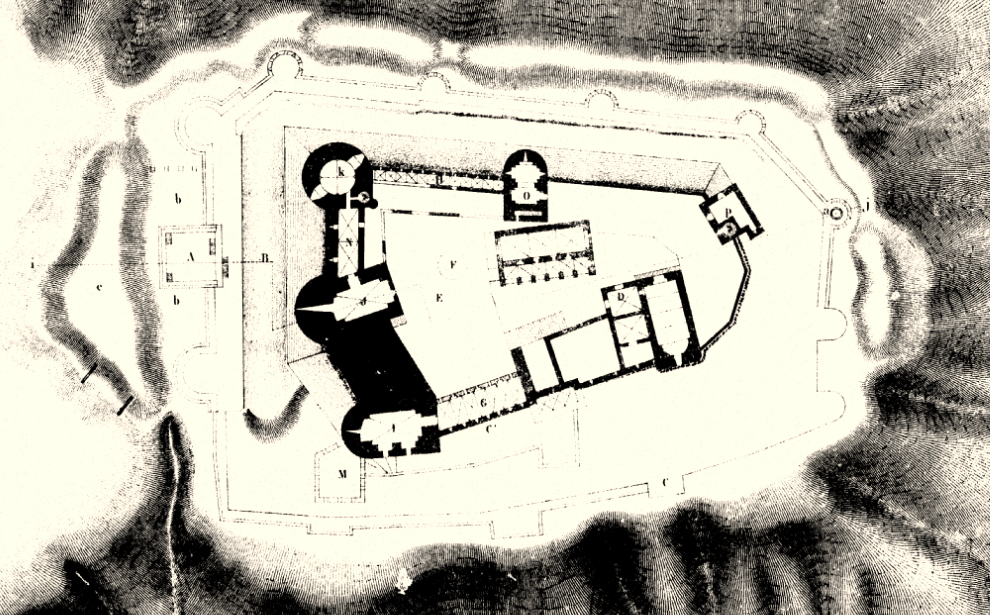
Plano del Crac de los Caballeros de la obra de Guillaume Rey Étude sur les monuments de l'architecture militaire des croisés en Syrie et dans l'île de Chypre (1871). El norte queda a la derecha.

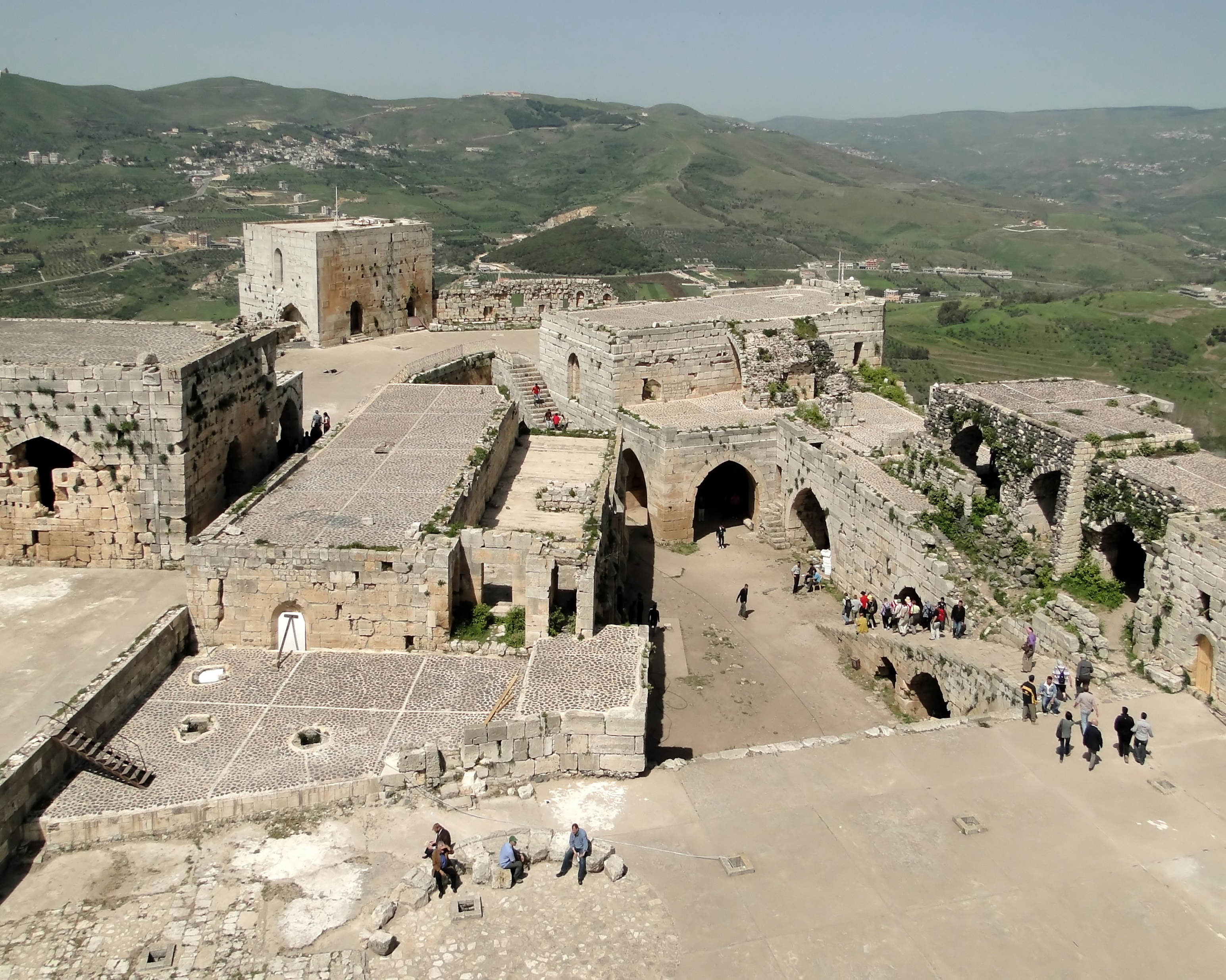
El patio interior visto desde el sur.

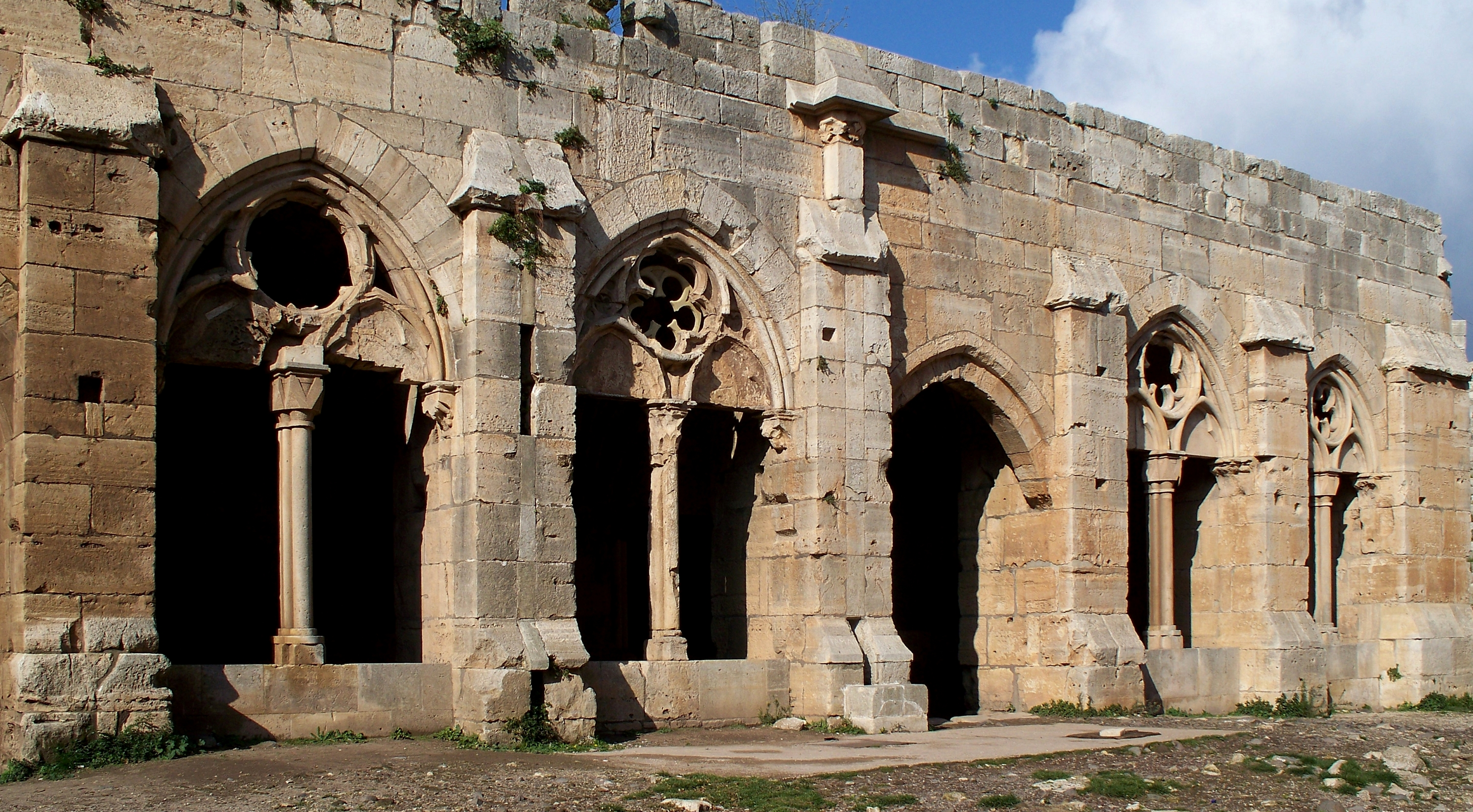
Sala de los caballeros, 2009

Escribiendo a principios del siglo xx, T. E. Lawrence, popularmente conocido como Lawrence de Arabia, destacó que el Crac de los Caballeros era «quizás el castillo mejor conservado y más admirable del mundo», [un castillo que] forma un comentario adecuado en cualquier relato sobre los edificios cruzados de Siria». Los castillos en Europa proporcionaron un acomodo señorial para sus propietarios y fueron centros administrativos; en el Levante la necesidad de defensa prevalecía sobre todo y se reflejaba en el diseño de castillos. Kennedy sugiere que «El castillo científicamente diseñado como una máquina adecuada seguramente alcanzó su apogeo en grandes edificios como Margat y el Crac des Chevaliers».
El Crac de los Caballeros puede clasificarse tanto como un castillo de espolón debido al terreno donde se encuentra, y después de la expansión del siglo xiii un castillo concéntrico totalmente desarrollado. Era de un tamaño y forma similares al Vado de Jacob, un castillo cruzado construido a finales de los años 1170. Margat también ha sido citado como castillo gemelo del Crac de los Caballeros. El principal material de construcción fue caliza; el recubrimiento de sillar es tan fino que el mortero apenas se nota. Fuera de la entrada del castillo había un «suburbio amurallado» conocido como un burgus, del que no quedan restos. Al sur del recinto externo había una obra exterior triangular y los cruzados puede que pretendieran construir murallas y torres alrededor de ella. No se sabe cómo se defendió en la época del asedio de 1271, aunque se ha sugerido que estaba rodeado por una empalizada de madera. Al sur del castillo el espolón sobre el que se alza está conectado con la colina vecina, de manera que los ingenios de asedio podían acercarse a nivel del suelo. Las defensas internas son más fuertes en este punto, con un racimo de torres conectadas por una gruesa murallas.

### Recinto exterior

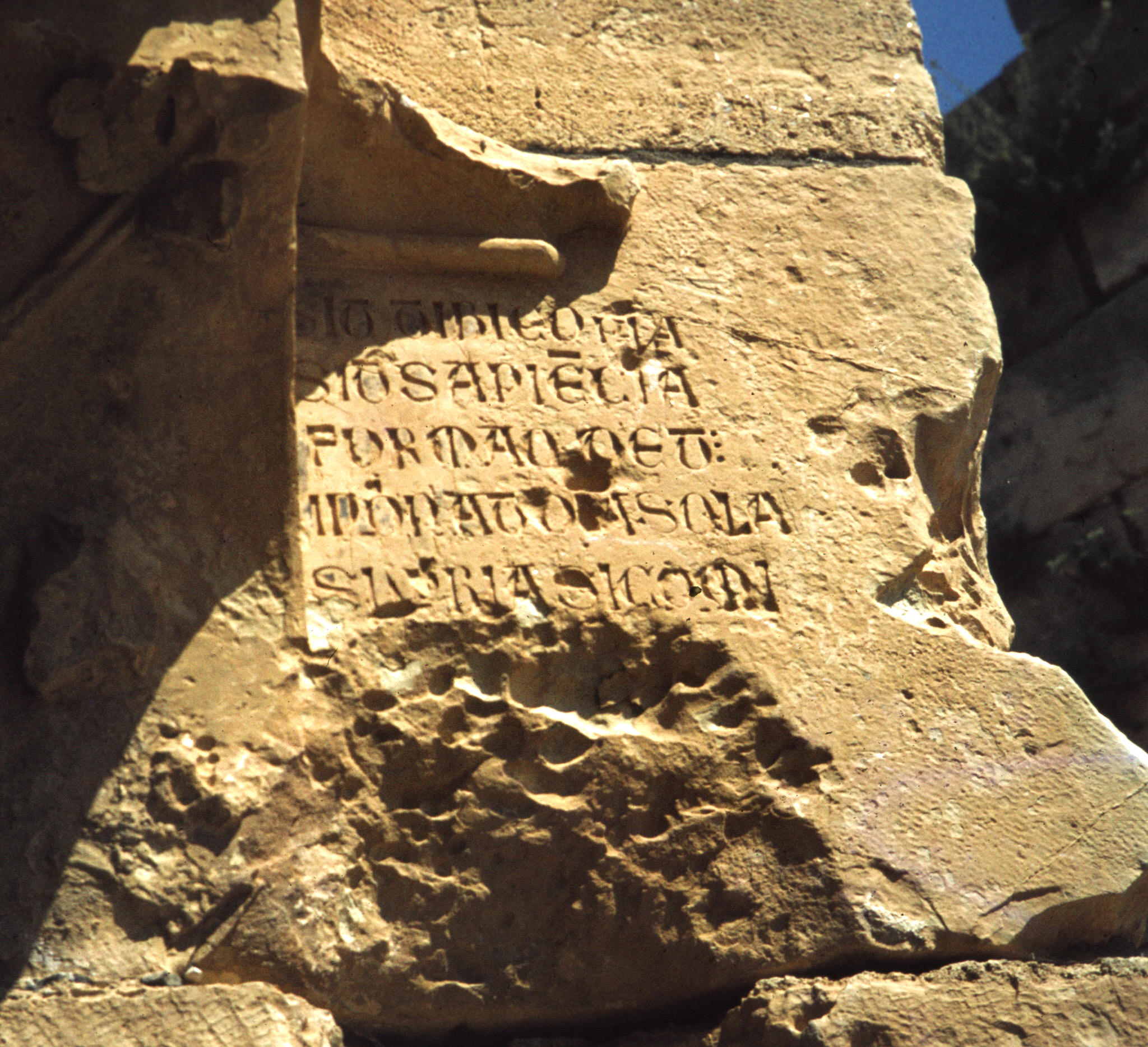
Sit tibi copia, sit sapientia, formaque detur; Inquinat omnia sola superbia, si comitetur.
Traducción:
Puedes tener botín, puedes tener sabiduría, puedes disfrutar de belleza; el orgullo desafío todas [estas cosas] si es cometido.

La segunda fase de la edificación emprendida por los hospitalarios comenzaron a principios del siglo xiii y duró décadas. Las murallas exteriores fueron construidas en la mayor construcción realizada en el lugar, dándole al Crac de los Caballeros su actual apariencia. Con una altura de 9 metros, el recinto exterior tiene torres que sobresalen marcadamente de la pared. Tiene 3 m de anchura con siete torres de 8-10 m de anchura. Crea una fortaleza concéntrica. Mientras las torres del recinto interior tienen planta cuadrada y no sobresalían del muro, las torres del siglo xiii eran redondas. Este diseño era nueva e incluso castillos templarios contemporáneos no tenían torres redondeadas. La técnica se desarrolló en el Château Gaillard en Francia por Ricardo Corazón de León entre 1196 y 1198. La extensión hacia el sureste es de menor cualidad que el resto del circuito y se construyó en fecha desconocida. Probablemente alrededor de los años 1250 se añadió una puerta trasera en el muro norte.
Las aspilleras en los muros y las torres están distribuidas para minimizar la cantidad de terreno muerto alrededor del castillo. Coronaban los muros matacanes, ofreciendo a los defensores una forma de arrojar proyectiles hacia enemigos a los pies del muro. Estaban tan apretados que los arqueros tendrían que encorvarse dentro de ellos. Los matacanes en caja eran inusuales: los del Crac de los Caballeros eran más complejos que los de Saône o Margat y no hay rasgos parecidos entre los castillos cruzados. Sin embargo, tenían similitudes con las obras musulmanas, como las defensas contemporáneas en la Ciudadela de Alepo. No queda claro qué lado imitó al otro, pues la fecha en la que se añadieron al Crac de los Caballeros se desconoce, pero proporciona evidencia de la difusión de ideas militares entre los ejércitos cristianos y musulmanes. A estas defensas se llegaba por un camino de ronda. En opinión del historiador Hugh Kennedy las defensas de los muros exteriores eran «las más elaboradas y desarrolladas en ningún otro lugar del Levante latino... toda la estructura está diseñada brillantemente y una máquina de lucha construida soberbiamente».
Las laderas escarpadas del espolón se aprovecharon con fines tácticos. Aunque el risco en el que estaba situada proporcionaba un emplazamiento ideal, una fortificación situada en este punto poseía dos puntos débiles: la puerta principal y el flanco sur, abierto a la llanura. Para proteger este expuesto lado, se levantó un muro de albañilería con tres grandes torres, precedido de un enorme parapeto de mampostería que en algunas zonas medía 25 metros de espesor.
Cuando los muros exteriores se construyeron en el siglo xiii se mejoró la entrada principal. Un corredor abovedado llevaba colina arriba desde la puerta exterior en el noreste. El problema de la entrada se resolvió haciendo que el acceso a ella se construyera en zigzag por el declive escarpado, de manera que un posible invasor se expondría durante su asalto al fuego de los adversarios. Así se hizo de ella un ejemplo de una entrada curvada. Este tipo de entradas fueron una innovación bizantina, pero la del Crac de los Caballeros fue un ejemplo particularmente complejo. Se extendió a lo largo de 137 metros, y en toda su longitud había «agujeros asesinos» que permitían a los defensores bañar a los atacantes en proyectiles. Cualquiera que fuera directo adelante más que siguiendo el giro en horquilla emergería en la zona entre los dos circuitos de murallas del castillo. Para acceder al recinto interior, tenía que seguirse el pasaje.
Entre las puertas exterior e interior, un angosto pasillo entre muros y defensas colosales. La posibilidad de rendir la fortaleza mediante asedio también resultaba inútil. La fortaleza poseía un almacén de 120 metros de largo y almacenes adicionales excavados en el acantilado bajo la fortaleza, donde se almacenaba agua y alimentos suficientes para mantener largo tiempo a una guarnición de 2000 hombres. Se estima que podría haber resistido un asedio de cinco años.

### Recinto interior
Entre 1142 y 1170 los caballeros hospitalarios llevaron a cabo un programa de construcción en el lugar. El castillo se vio defendido por una cortina tachonada con torres cuadradas que sobresalen ligeramente. La entrada principal estaba entre las dos torres en el lado oriental, y hubo una poterna en la torre noroeste. En el centro había un patio rodeado por cámaras abovedadas. La disposición de la tierra determinó la forma irregular del castillo. Un lugar con defensas naturales era una ubicación típica para castillos cruzados y laderas inclinadas proporcionaban al Crac de los Caballeros defensas en todos los lados salvo uno de ellos, donde se concentraban las defensas del castillo. Esta fase de construcción fue incorporada a la construcción posterior del castillo.
Cuando se remodeló el Crac de los Caballeros en el siglo xiii, se alzaron nuevos muros rodeando el patio interior. Siguieron las murallas anteriores, con un estrecho hoyo entre ellos en el oeste y en el sur que fue convertido en una galería desde la que los defensores podían tirar proyectiles. En esta zona, los muros estaban apoyados por glacis de laderas inclinadas que proporcionaban protección adicional tanto contra armas de asedio como terremotos. Cuatro torres grandes y redondas se proyectan verticalmente desde el glacis; se usaron como lugar de habitación para los caballeros de la guarnición alrededor de 60 en su momento álgido. La torre suroeste fue diseñada para albergar las habitaciones del gran maestre de los caballeros hospitalarios. Aunque las defensas que en el pasado remataron los muros de los patios interiores ya no se conservan en la mayor parte de los sitios, parece que no se extendían por todo el circuito. Están ausentes los matacanes en la cara meridional. La zona entre el recinto interior y las murallas exteriores era estrecha y no se usó para habitación. En el este, donde las defensas eran más débiles, había una cisterna abierta rellenada por un acueducto. Actuó tanto como foso y suministro de agua para el castillo.
En el extremo norte del pequeño patio hay una capilla y en el meridional una explanada. La explanada está alzada por encima del resto del patio; la zona abovedada debajo habría proporcionado almacenamiento y podía haber actuado como establos y refugio para proyectiles. Alineado por el oeste del patio es la sala de los caballeros. Aunque probablemente construido primero en el siglo xii, el interior data del siglo xiii. La tracería y delicada decoración es un ejemplo sofisticado de arquitectura gótica, que data probablemente de los años 1230.

### Capilla

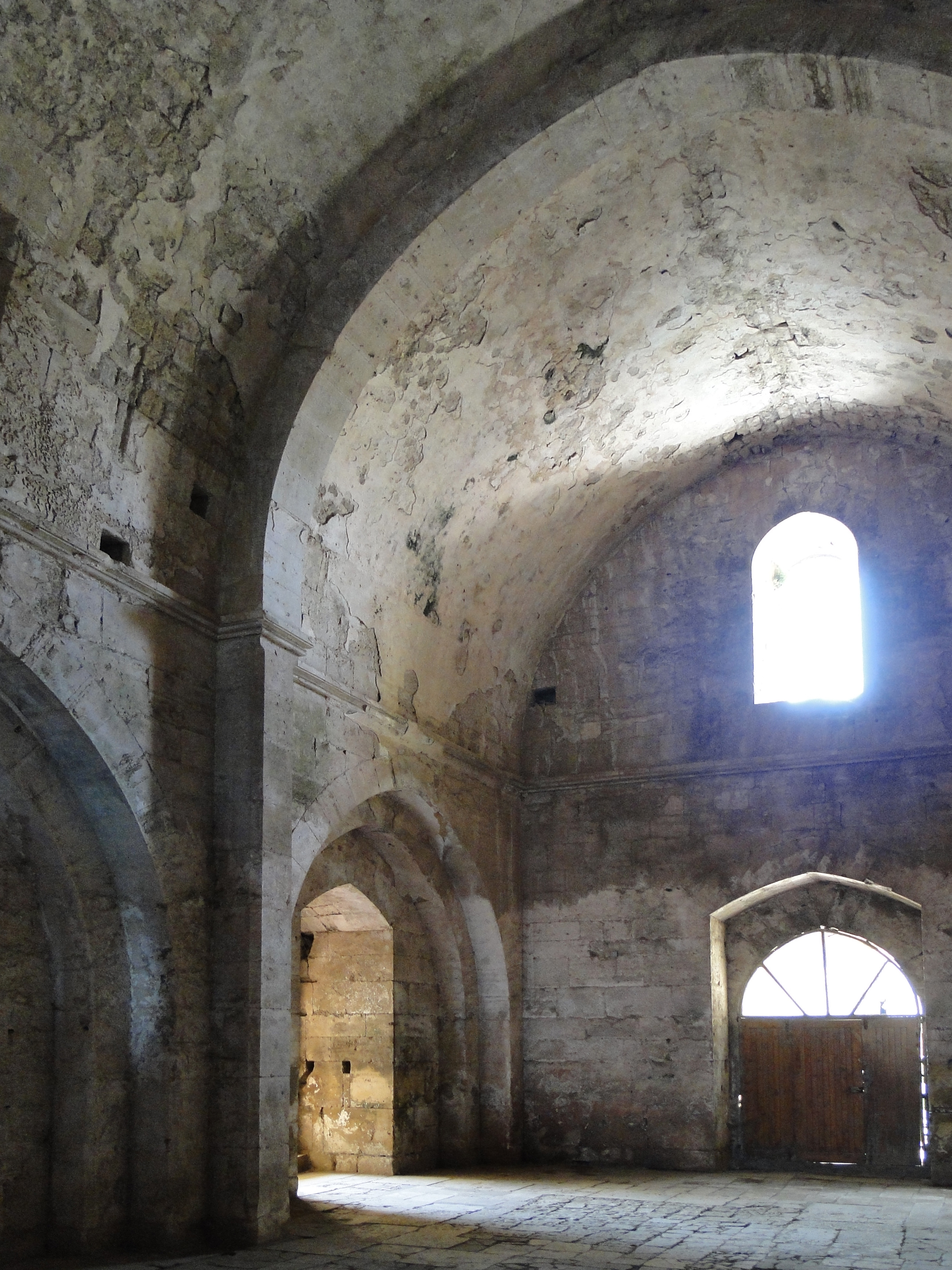
El extremo oeste de la capilla

La actual capilla se construyó probablemente para reemplazar la que quedó destruida por un terremoto en 1170. Solo el extremo oriental de la capilla original, que albergaba el ábside, y una pequeña parte de la muralla sur sobreviven de la capilla original. La capilla posterior tenía una bóveda de cañón y un ábside sin complicaciones; su diseño habría sido considerada pasada de moda por estándares contemporáneos en Francia, pero tiene similitudes a la que se construyó alrededor de 1186 en Margat. Fue dividida en tres compartimentos aproximadamente iguales. Una cornisa recorre la capilla en el punto donde la bóveda acaba y empieza la pared. Orientada aproximadamente de este a oeste, tenía 21,5 metros de largo y 8,5 metros de ancho con la entrada principal desde el oeste u una segunda más pequeña en la pared norte. Cuando el castillo fue reformado a principios del siglo xii, la entrada se trasladó a la muralla sur. La capilla estaba iluminada por ventanas por encima de la cornisa, una en el extremo occidental, otra a cada lado del hueco este y otra en el lado sur del hueco central, y el ábside en el extremo este tenía una gran ventana. En 1935 se descubrió una segunda capilla fuera de la entrada principal del castillo, sin embargo ya no existe.

### Frescos

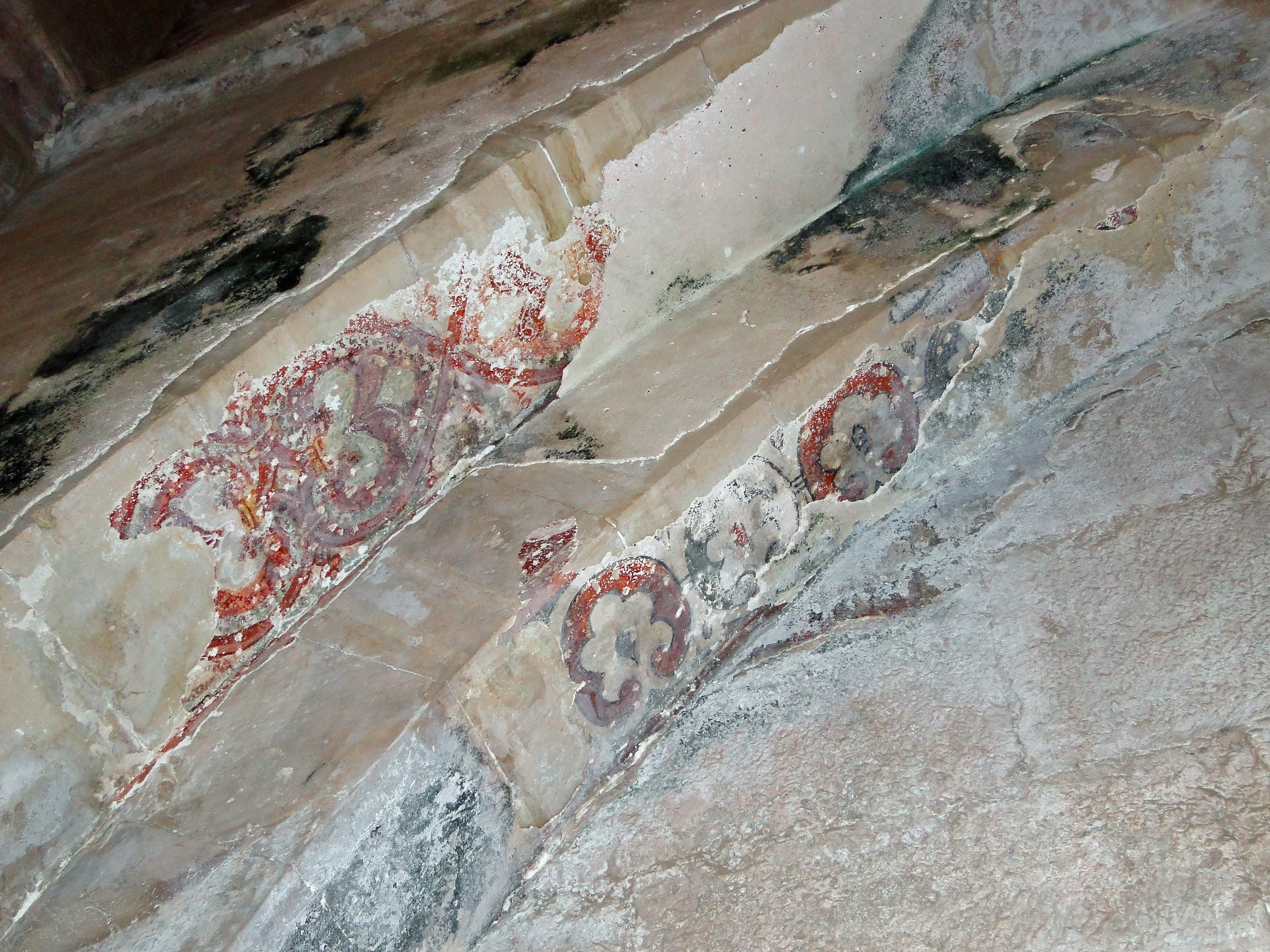
Restos de los frescos medievales en la capilla del castillo

A pesar de su carácter predominantemente militar, la fortaleza es uno de los pocos lugares donde se ha conservado arte cruzado, en forma de frescos. Eduardo I de Inglaterra, durante la Novena Cruzada en 1272, vio la fortaleza y la usó como ejemplo de sus propios castillos en Inglaterra y Gales. Según expresión de T.E. Lawrence, el Crac de los Caballeros es «el castillo más admirable del mundo».

En 1935, 1955, y 1978 se descubrieron los frescos medievales dentro del Crac de los Caballeros después de que se deteriorase yeso y blanqueado posterior. Los frescos fueron pintados en el interior y el exterior de la capilla principal y la capilla en el exterior de la entrada principal, que ya no existe. Escribiendo en 1982, el historiador Jaroslav Folda destacó que en la época había habido poca investigación de frescos cruzados que proporcionarían una comparación con los restos fragmentarios en el Crac de los Caballeros. Los de la capilla fueron pintados sobre la mampostería de la reconstrucción de 1170–1202. El moho, el humo y la humedad han dificultado la conservación de los frescos. La naturaleza fragmentaria de los frescos rojo y azul dentro de la capilla significa que son difíciles de valorar. La del exterior de la capilla representaba la Presentación de Jesús en el Templo.

### Obras citadas
- Albright, W. F. (1936), «Archaeological Exploration and Excavation in Palestine and Syria, 1935», American Journal of Archaeology (Archaeological Institute of America) 40 (1): 154-167, JSTOR 498307.
- Barber, Malcolm (1995), The New Knighthood: A History of the Order of the Temple, Cambridge: Cambridge University Press, ISBN 978-0-521-55872-3.
- Boas, Adrian J. (1999), Crusader Archaeology: The Material Culture of the Latin East, London: Routledge, ISBN 978-0-415-17361-2.
- Brown, R. Allen (2004) [1954], Allen Brown's English Castles, Woodbridge: The Boydell Press, ISBN 1-84383-069-8.
- Darke, Diane (2006). Syria. Bradt Travel Guides. ISBN 1841621625.
- DeVries, Kelly (1992), Medieval Military Technology, Hadleigh: Broadview Press, ISBN 978-0-921149-74-3.
- Ellenblum, Roni (2007), Crusader Castles and Modern Histories, Cambridge: Cambridge University Press, ISBN 978-0-521-86083-3.
- Folda, Jaroslav; French, Pamela; Coupel, Pierre (1982), «Crusader Frescoes at Crac des Chevaliers and Marqab Castle», Dumbarton Oaks Papers (Dumbarton Oaks, Trustees for Harvard University) 36: 177-210, JSTOR 1291467.
- France, John (1997), Victory in the East: A Military History of the First Crusade, Cambridge: Cambridge University Press, ISBN 978-0-521-58987-1.
- Kennedy, Hugh (1994), Crusader Castles, Cambridge: Cambridge University Press, ISBN 0-521-42068-7.
- King, D. J. Cathcart (1949), «The Taking of Le Krak des Chevaliers in 1271», Antiquity 23 (90): 83-92, archivado desde el original el 23 de diciembre de 2012, consultado el 28 de noviembre de 2018.
- Lepage, Jean-Denis (2002), Castles and Fortified Cities of Medieval Europe: An Illustrated History, McFarland, ISBN 978-0-7864-1092-7.
- Nicholson, Helen J. (2001), The Knights Hospitaller, Woodbridge: Boydell & Brewer, ISBN 978-0-85115-845-7.
- Salibi, Kamal S. (1977), Syria Under Islam: Empire on Trial, 634–1097, Volume 1, Delmar: Caravan Books.
- Setton, Kenneth M.; Hazard, Harry W. (1977), A History of the Crusades: The Art And Architecture of the Crusader, Madison: University of Wisconsin Press, ISBN 0-299-06824-2.
- Smith, Eli; Robinson, Edward (1841). Biblical Researches in Palestine, Mount Sinai and Arabia Petraea: A Journal of Travels in the Year 1838 3. Crocker and Brewster.
- Spiteri, Stephen (2001), Fortresses of the Knights, Malta: Book Distributors, ISBN 978-99909-72-06-1.

## Para saber más
- Deschamps, Paul (1934), Les Châteaux des Croisés en Terre Sainte I: le Crac des Chevaliers (en francés), París.
- Biller (ed.), Thomas (2006), Der Crac des Chevaliers. Die Baugeschichte einer Ordensburg der Kreuzfahrerzeit (en alemán), Regensburg.
- République arabe syrienne (January 2005), Chateaux de Syrie: Dossier de Presentation en vue de l'inscription sur la Liste du Patrimoine Mondial de l'UNESCO (PDF) (en francés), UNESCO, archivado desde el original el 9 de septiembre de 2013, consultado el 28 de noviembre de 2018.
- Rey, Guillaume (1871), Etudes sur les monuments de l'architecture militaire des Croisés en Syrie et dans l'ile de Chypre (en francés), París: Impr. nationale.
- Smail, R. C. (1973), The Crusaders in Syria and the Holy Land, London: Thames and Hudson, ISBN 0-500-02080-9.